# Ahrenshagen-Daskow
Ahrenshagen-Daskow település Németországban, Mecklenburg-Elő-Pomeránia tartományban. Lakosainak száma 2273 fő (2023. december 31.).

## Népesség
A település népességének változása:
| Lakosok száma | 2049 | 2087 | 2118 | 2156 | 2165 | 2273 |
|               | 2014 | 2017 | 2019 | 2021 | 2022 | 2023 |